# Hollow Man
Hollow Man is een sciencefictionfilm uit 2000 geregisseerd door Paul Verhoeven. Het verhaal is gebaseerd op het boek De onzichtbare man uit 1897 van H.G. Wells. 
Er ontstond een controverse rond deze en andere films waaronder The Patriot en A Knight's Tale, toen bleek dat Sony de filmcriticus David Manning had verzonnen, die uitsluitend lovende kritieken schreef over deze films.

## Verhaal
Sebastian Caine is een briljante maar ook egoïstische wetenschapper. Hij werkt in een onderzoeksteam samen met onder anderen zijn ex-vriendin Linda McKay en Matthew Kensington, zijn beste collega. Caine heeft een serum gevonden om onzichtbaar te worden. Het middel wordt uitgetest op een gorilla en blijkt te werken. Dan wil Caine het ook bij zichzelf proberen. Na een moeizame omzetting wordt hij inderdaad onzichtbaar, maar vervolgens lukt het Caines collega's niet om hem weer zichtbaar te maken. Caine wordt binnen het laboratorium in quarantaine geplaatst. De anderen maken een latex masker voor hem, zodat ze hem toch kunnen zien.
Langzaam begint Caines karakter te veranderen en draait hij psychisch helemaal door. Hij ontsnapt meerdere malen uit zijn quarantaine en gaat steeds verder over de schreef; zo verkracht hij zijn buurvrouw en vermoordt een van de honden die als proefdier worden gebruikt. Op een gegeven moment komt Caine erachter dat Linda, op wie hij nog steeds verliefd is, intussen een relatie heeft met Matthew. Hierna is Caine niet meer te houden. Doordat hij nog steeds onzichtbaar is, lukt het hem gemakkelijk om ongemerkt toe te slaan. Als Linda en Matthew tegenover hun mentor Howard Kramer het experiment opbiechten, besluit Kramer om de hulp van het leger in te roepen. Om dit te voorkomen laat Caine  Kramer verdrinken in diens eigen zwembad. 
Hierna begint Caine ook zijn eigen collega's uit te moorden, nadat hij in het laboratorium eerst de telefoon heeft afgesneden en de lift onklaar heeft gemaakt. Uiteindelijk weten Linda en Matt als enigen te overleven. Ze worden door Caine opgesloten in de diepvriezer, maar Linda weet met behulp van een zelfgemaakte elektromagneet te ontsnappen. Caine wordt weer deels zichtbaar als hij een stroomschok krijgt. Linda brengt uiteindelijk na een lang gevecht Caine om het leven. Terwijl hij haar in de liftschacht voor de laatste keer wil kussen gooit ze hem naar beneden, waarna Caine belandt in een vuurzee die is ontstaan nadat er een door hemzelf gemaakte bom ontplofte. Linda en Matt worden hierna meegenomen in een ambulance.

## Rolverdeling
| Acteur         | Personage            |
| -------------- | -------------------- |
| Elisabeth Shue | Linda McKay          |
| Kevin Bacon    | Sebastian Caine      |
| Josh Brolin    | Matthew Kensington   |
| Kim Dickens    | Sarah Kennedy        |
| Greg Grunberg  | Carter Abbey         |
| Joey Slotnick  | Frank Chase          |
| Mary Randle    | Janice Walton        |
| William Devane | Dr. Howard Kramer    |
| Rhona Mitra    | Sebastians buurvrouw |
| Pablo Espinosa | Ed                   |

## Prijzen
De film werd genomineerd voor een Academy Award voor Visuele Effecten. 

## Vervolg
In 2006 kwam een vervolg uit, Hollow Man 2. Deze film kwam direct uit op dvd en kreeg geen bioscooprelease.